# Енріке Карріон
Енрі́ке Карріо́н Оліва́рес (ісп. Enrique Carrión Olivares; 11 жовтня 1967, Сантьяго-де-Куба) — кубинський боксер, призер чемпіонатів світу, чемпіон Панамериканських ігор і Ігор Центральної Америки і Карибського басейну..

## Аматорська кар'єра
1985 року Енріке Карріон увійшов до складу збірної Куби, беручи участь в різноманітних турнірах.
1989 року Карріон тріумфально виступив на чемпіонаті світу в Москві в легшій вазі.
- В 1/16 переміг Бенджаміна Фалькона (Мексика) — 32-1
- В 1/8 переміг Кацуокі Матусіма (Японія) — 28-2
- В 1/4 переміг Адріана Маркута (Румунія) — 35-12
- В півфіналі переміг Лі Йон Хо (Південна Корея) — 11-6
- В фіналі переміг Серафіма Тодорова (Болгарія) — 19-12

На Кубку світу 1990 переміг чотирьох суперників, серед них Серафіма Тодорова (Болгарія) у фіналі, і завоював золоту медаль.
1991 року Карріон став чемпіоном Панамериканських ігор, що проходили в Гавані, а на чемпіонаті світу дійшов до фіналу, але на цей раз, здолавши в чвертьфіналі Вейна Маккалоу (Ірландія) — 19-14 і в півфіналі Рі Кван Сік (Північна Корея) — 25-11, у фіналі програв Серафіму Тодорову — 5-25.
Енріке Карріон не потрапив до заявки збірної Куби на Олімпійські ігри 1992. Перевагу перед ним віддали молодому Хоелю Касамайору, що став олімпійським чемпіоном.
Після цього Карріон піднявся в напівлегку вагу і на чемпіонаті світу 1993 дійшов до фіналу. У півфіналі він переміг Рамаза Паліані (Грузія) — 5-3, а в фіналі знов програв Серафіму Тодорову — 6-11.
Восени 1993 року Карріон став чемпіоном Ігор Центральної Америки і Карибського басейну.
1994 року зайняв друге місце на Іграх доброї волі.
Карріон не потрапив до заявки збірної Куби на Олімпійські ігри 1996.
1998 року досяг останніх значних успіхів — у червні на Кубку світу 1998 переміг Булата
Жумаділова (Казахстан), Тімофея Скрябіна (Молдова) та Сонтая Вонгпратеса (Таїланд) і завоював золоту медаль, а через місяць вдруге став чемпіоном Ігор Центральної Америки і Карибського басейну.